# Abdeslam Ahizoune
Abdeslam Ahizoune (en amazigh : ⵄⴱⴷⵙⵍⴰⵎ ⴰⵀⵉⵣⵓⵏ), né le 20 avril 1955 à Tiflet, est un haut fonctionnaire et chef d'entreprise marocain.
Après avoir été Ministre des Postes et des Télécommunications, il dirigeait depuis 1999 le groupe Maroc Telecom, premier opérateur de télécommunications au Maroc. En février 2025, il fut remplacé par Mohamed Benchaâboun.
Depuis 2006, il dirige également la Fédération Royale Marocaine d'Athlétisme.

## Parcours

### Origines et études
Abdeslam Ahizoune est né à Tiflet. Son père est Aïssa Ahizoune, notable de la tribu des Khessasna, originaire de Sidi Abderrazak. Il a deux frères, dont un dentiste.
Après un baccalauréat scientifique obtenu en 1972, Ahizoune intègre l’École nationale supérieure des télécommunications de Paris dont il est diplômé en 1977.
Abdeslam Ahizoune est marié et père de 3 enfants. Deux filles et un garçon.
Son fils, Youssef Ahizoune, travaille dans le secteur des déchets,,.
Une de ses filles, Zineb Ahizoune a épousé Badr Hjira, fils de l'ancien Ministre Ahmed Taoufik Hejira .

### Début de carrière
En 1977, Abdeslam Ahizoune est recruté par le ministère marocain des Postes et des Télécommunications, qui deviendra par la suite l’Office National des Postes et des Télécommunications (ONPT).
En 1978, c’est Mahjoubi Aherdane qui prend en charge le département des postes et des télécommunications (PTT) pendant 3 ans. Sous son mandat, Ahizoune, ingénieur compétent, d'origine amazigh, se voit promu au grade de directeur des lignes.
Il est ensuite nommé directeur des télécommunications de 1983 à 1992.
Avec une dizaine d'ingénieurs, il a fait de la prison en 1986 dans le cadre de l'affaire des PTT, avant d'être finalement blanchi,. En février 2023 le Conseil de Surveillance de Maroc Telecom a décidé de renouveler, pour deux années supplémentaires son mandat en qualité de Président du Directoire.

### Ministre des Postes et des Télécommunications
En août 1992, le Premier ministre Karim Lamrani est chargé par Hassan II de constituer une nouvelle équipe gouvernementale. Il a pour consigne de puiser dans la nouvelle génération de technocrates. Abdeslam Ahizoune est nommé ministre des Postes et des Télécommunications et directeur général de l’ONPT. Il est le plus jeune ministre du gouvernement marocain.
En 1995, il quitte le gouvernement en 1995 et demeure à la tête de l’ONPT jusqu’en 1997.
D’août 1997 à mars 1998, il retrouve ses fonctions ministérielles au sein du gouvernement Filali III pour préparer et défendre devant le Parlement la loi de libéralisation des télécoms.

#### G-14
De 1996 à 1999, il fait partie du G14. Un Think-Tank crée par Hassan II pour tracer les grandes stratégies du pays. Parmi les autres membres, on retrouve surtout des ingénieurs comme Mostafa Terrab, Adil Douiri, Driss Benhima, Hassan Benabderrazik et Saâd Bendidi.

### Patron de Maroc Telecom (depuis 2001)
En 1999, l’ONPT est divisé en deux entités distinctes : 
- Poste Maroc (Barid Al Maghrib)
- Maroc Telecom (Itissalat Al Maghrib ou IAM)

Abdeslam Ahizoune devient président directeur général de Maroc Telecom, alors entreprise publique jusqu’à sa privatisation.
Il occupe cette fonction jusqu’en 2001, année de l’entrée au capital du Groupe Vivendi. Vivendi acquiert alors 35% de Maroc Telecom.

#### Période Vivendi
En 2001, Jean-Marie Messier confirme Abdeslam Ahizoune comme président du directoire. Il occupe toujours cette fonction.
A la fois haut commis de l’État, mais aussi patron nommé par un groupe privé étranger, il se révèle un excellent équilibriste.
Sous son mandat, Maroc Telecom connait un développement continu.
Dès 2001, Abdeslam Ahizoune entame le développement de Maroc Telecom à l’international, en prenant des parts majoritaires dans Mauritel (Mauritanie), l’Onatel (Burkina Faso), Gabon Télécom et SOTELMA (Mali).
Le chiffre d’affaires de l’entreprise est passé de 3,8 milliards de dirhams en 2001 à 29,9 milliards de dirhams en 2012.

#### Période Etisalat
En mai 2014, Vivendi finalise la vente de ses parts dans Maroc Telecom à Etisalat. La vente des 53% de parts est finalisée pour un montant de 4,138 milliards d'euros.
Tout comme Vivendi auparavant, les Émiratis décident de conserver Abdeslam Ahizoune comme PDG de Maroc Telecom.
En 2012, Maroc Telecom achète un jet privé Bombardier Challenger 604 pour l'utilisation de son patron.
En 2014, des fortes tensions éclatent entre l'ANRT et Maroc Telecom. Lors de la présentation le 21 juillet 2014 du bilan semestriel de Maroc Telecom, Ahizoune critique le dégroupage des infrastructures de Maroc Telecom, qui profiteraient aux concurrents .
En Juillet 2021, le Conseil de Surveillance de Maroc Télécom décide de le reconduire jusqu'en 2023 .

### Monde Sportif et Culturel

#### Fédération d'Athlétisme
En 2006, Abdeslam Ahizoune est élu à l'unanimité Président de la fédération royale marocaine d'athlétisme (FRMA) . Le seul candidat contre lui, Hicham El Guerrouj, retire sa candidature la veille.
Ses principaux chantiers ont été la mise à niveau des clubs, la formation, le développement des compétences et la modernisation des infrastructures du pays. Parmi les grands chantiers réalisés, figurent la construction de l’Académie Internationale Mohammed VI d’Athlétisme à Ifrane, dont les travaux se sont achevés en juillet 2011 ainsi que la construction de cinq centres d’entraînement régionaux et de 21 pistes en revêtement synthétiques dans différentes villes du Royaume
En juillet 2019, il est réélu pour un quatrième mandat consécutif par 43 voix sur 44 contre Hicham El Guerrouj, dans des conditions que Hicham El Guerrouj critique. Comme Fouzi Lekjaa, Ahizoune prétexte que bien que le règlement de la fédération  interdise de se représenter plus de deux mandats, le texte affirme aussi qu'un président peut se représenter si l’intérêt national est en jeu .

#### Festival Mawazine
En juillet 2015, Ahizoune succède au secrétaire particulier du roi, Mounir Majidi, à la tête du festival Mawazine de Rabat, où se produisent chaque année les plus grandes stars mondiales de la musique .
Selon les journalistes Nicolas Beau et Catherice Graciet, il serait devenu un proche de Mounir Majidi après lui avoir racheté la société GSM Al Maghrib au-dessus du prix du marché en 2001 .

#### Autres fonctions
- Président de la Fédération Royale Marocaine d’Athlétisme (depuis le 4 décembre 2006)[28]
- Vice-Président de la Confédération Générale des Entreprises du Maroc (depuis juin 2012)
- Président de l’Association Marocaine des Professionnels des Télécoms (depuis 2008)[29]
- Membre du Directoire du Groupe Vivendi (qui possède 53 % de Maroc Telecom) de 2005 à 2012[16]
- Administrateur de la Fondation Mohammed V pour la Solidarité (depuis avril 2004)
- Administrateur de la Fondation Lalla Salma - Prévention et traitement des cancers (ex Association Lalla Salma de lutte contre le cancer) (depuis novembre 2005)
- Administrateur de la Fondation Mohammed VI pour la Protection de l’Environnement (depuis juin 2001)
- Administrateur de l’Institut Royal de la Culture Amazighe (IRCAM)
- Administrateur de l’Université Al Akhawayne (depuis novembre 2003)[30]
- Président de l'Association Maroc Cultures (depuis Juillet 2015)[31]

## Prix et distinctions
- International Business Awards, prix honorifique dans la catégorie Management (2011)[32]
- Chevalier de l’Ordre de la Légion d’Honneur (2003)[33]
- Officier de l'ordre du Trône(1995)[12]
- Chevalier de l’ordre du Trône (1991)[12]
- WISSAM du Mérite National « Classe Exceptionnelle » (1985)[34]